# Tiroteo de Múnich de 2016
El tiroteo de Münich de 2016 fue un tiroteo ocurrido el 22 de julio de ese año en un restaurante de McDonald's y en el Centro Comercial Olympia, en el distrito de Moosach, en la ciudad alemana de Múnich, capital del estado federado de Baviera, en el marco de la ola de atentados en Europa de 2017.
En el atentado murieron 9 civiles —5 de ellos menores de edad— y 27 resultaron heridos, diez de ellos de gravedad. El perpetrador del tiroteo fue identificado por la policía, un joven alemán de 18 años de origen iraní llamado David Sonboly que se suicidó posteriormente al verse acorralado por la policía. No hay por el momento información sobre sus posibles motivos ni indicios que apunten a un atentado terrorista.
La policía municipal de Múnich, junto con la Landespolizei de Baviera, acordonó el perímetro del recinto y emitió un comunicado de emergencia a través de Twitter solicitando a la ciudadanía permanecer en sus casas.

## Desarrollo
A las 3:50 p. m. (hora local) la policía alemana recibió una llamada alertando de que se estaba produciendo un tiroteo en la calle Ganauer de la capital bávara. Un vídeo publicado en las redes sociales muestra cómo una persona empieza a disparar al lado de un McDonald's ubicado en la misma calle frente al centro comercial Olympia.
Desde ahí, el delincuente se dirigió a la calle Reese, perpendicular a la calle Ganauer, y entró al Centro comercial Olympia. Alrededor de las 4:30 p. m., en los medios de comunicación aparecieron numerosos informes de que se estaba desarrollando una operación policial cerca del centro comercial. Los vehículos policiales acudieron a la zona y las personas que se encontraban en el Olympia salieron corriendo del edificio.
En la ciudad dejó de operar el transporte público. Las autoridades cerraron el metro, y los tranvías y autobuses dejaron de circular. La estación principal de trenes de Múnich fue evacuada. Unas horas después la policía dio permiso para restablecer el funcionamiento del transporte público.

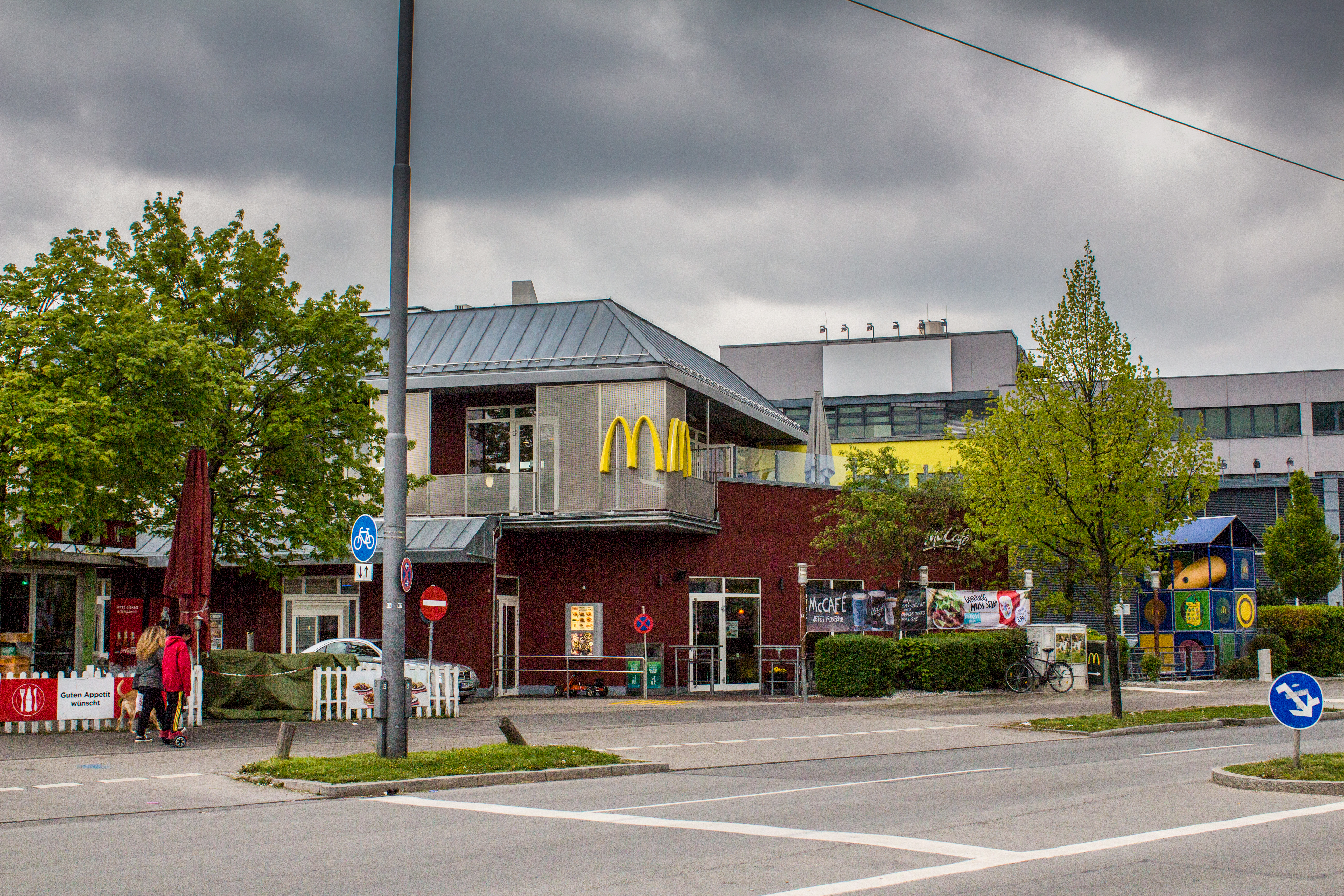
Restaurante McDonald's donde se realizó uno de los ataques.

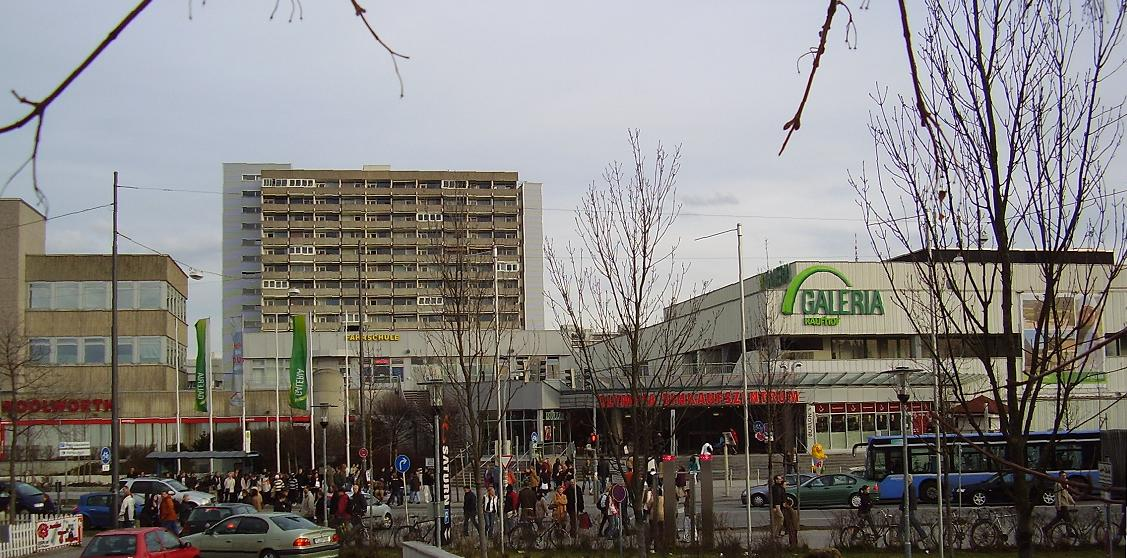
Centro Comercial Olympia.

Las fuerzas policiales de la zona metropolitana, incluyendo policías de la localidad de Núremberg, fueron desplegados. Todos los médicos eran llamados a los hospitales, ya que no existía una cifra exacta de heridos. La policía alemana dijo en Twitter que no sabe de dónde provienen los atacantes y tampoco a qué organización pertenecen. La policía puso en marcha un gran operativo donde participaron 2300 uniformados, una Fuerza Especial Cobra de origen austriaco y una escuadrilla de helicópteros para detener al atacante que logró huir e instó a los habitantes de Múnich a que no salieran de sus casas hasta nuevo aviso. Fueron desplegados en la ciudad miembros del GSG 9, la unidad de operaciones especiales antiterrorista de la Policía Federal y vehículos blindados.
A las 00:34 del 23 de julio, la policía informó que creían haber encontrado al perpetrador, que actuó en solitario y que se suicidó.

## Víctimas
El primer ministro de Baviera, Horst Seehofer, confirmó la muerte de nueve civiles y el perpetrador, así como un total de 35 heridos. Cinco de los muertos eran menores de edad. y diez de los heridos se encontraban en estado grave. Entre las víctimas mortales hay tres kosovares: Dijamant Zabergja, (21 años) y dos chicas, Armela Segashi (14 años) y Sabina Sulaj (14 años); tres turcas: Sevda Dag, (44 años), Can Leyla, (14 años) y Selcuk Kilic (15 años); además de un griego: Huseyin Dayicik (19 años), musulmán de la provincia de Tracia occidental que residía en Alemania con su familia y murió en el centro comercial protegiendo a su hermana melliza. Allí se encontraban también Armela y su amiga Sabina para pasar la tarde con sus amigos turcos Can y Selcuk, mientras que Gulliano Kollman (18 años), que conocía al atacante porque iba al mismo instituto, murió en el MacDonalds.
En el hospital Rechts der Isar, donde una persona lesionada murió, se declaró un estado de emergencia.
| País     | Fallecidos | Heridos |
| -------- | ---------- | ------- |
| Kosovo   | 2          |         |
| Turquía  | 3          |         |
| Grecia   | 1          |         |
| Alemania | 2          |         |
| Hungría  | 1          |         |
| Total    | 9          | 35      |

## Autor
El jefe de la Policía de Múnich, Hubertus Andrae, hizo pública la identidad del responsable del tiroteo en una rueda de prensa. Dijo que se trata de un joven alemán de origen iraní, Ali David Sonboly, de 18 años
Sonboly vivía con sus padres, inmigrantes iraníes llegados en los años 90, un taxista y una dependienta, y su hermano en un quinto piso en el barrio de clase media muniqués de Maxvorstadt. Estudiaba en este barrio, en un centro educativo de la zona donde según vecinos él era buen estudiante aunque sufría de acoso escolar y en ocasiones Sonboly amenazaba con matarlos, pero hacía su vida sin que nadie sospechara que pudiera llevar a cabo un crimen así.
Sonboly se encontraba bajo tratamiento psiquiátrico por un trastorno "depresivo". Vecinos que le conocían, de hecho, explicaron que era un chico tímido, callado e introvertido que trabajaba en ocasiones como repartidor de periódicos para ganar algo de dinero.
En la habitación de Sonboly él coleccionaba información y recortes de periódicos sobre las actuaciones policiales en conocidos casos de tiroteos, como la masacre provocada por Anders Breivik o la del instituto Columbine en EE. UU. En la mochila que utilizó en el tiroteo hallaron el libro 'Amok, por qué matan a los estudiantes', que habla del síndrome Amok y su relación con los ataques contra estudiantes.
Unos días antes del ataque, Sonboly, creó un perfil falso en Facebook, haciéndose pasar por una chica compañera de clase, para convocar a sus víctimas potenciales a un restaurante de la cadena McDonald´s en Múnich con la promesa de invitarlos a comer.
Sonboly posiblemente estaba "trastornado". El oficial dijo a los medios que el ataque puede ser calificado como una "conducta violenta clásica" y no terrorismo.
El tirador de Múnich, como popularmente se le denomina en diversos medios y redes sociales, estaba armado con una pistola Glock 9 mm.,  que adquirió por internet. Inicialmente los testigos y las fuentes policiales hablaban de un arma larga, pero esta versión no ha encontrado confirmación durante la investigación. En un vídeo grabado cerca del McDonald's se ve a un hombre disparando precisamente con una pistola.
Sonboly logró escapar, la Policía lanzó un fuerte operativo para encontrarlo, más tarde fue hallado, su cuerpo mostraba pruebas de que se suicidó.

### Kanake
Kanake fue la palabra empleada para denominar a Ali Sonboly por el vecino de Múnich que observó el ataque desde el balcón, y habló desde la distancia con el joven antes de que se quitara la vida con una pistola, según relatan los periódicos Suddeutsche Zeitung, die Zeit y Frankfurter Allgemeine Zeitung. Kanake (también Kanacke o Kanaker) es una palabra que en los países de habla alemana se emplea de forma despectiva y proviene de Kanakermann, como se denominaba a la marinería asiática, y que en los años 60 se trasladó a los inmigrantes turcos, de Oriente Medio o del sur de Europa y sus descendientes nacidos en Alemania, y que en la actualidad se utiliza generalmente con una connotación peyorativa.  Ali Sonboly le respondió al vecino de Múnich: «Por culpa de gente como tú fui acosado durante 7 años».

## Reacciones

### En Alemania
El jefe de la Cancillería Federal de Alemania, Peter Altmaier, anunció que el 23 de julio iba a tener lugar en Berlín una reunión del gabinete de emergencia y que el jefe de Gobierno de Baviera, Horst Seehofer, sería el encargado de dirigirlo. De acuerdo con el ministro de Relaciones Exteriores de Alemania, Frank-Walter Steinmeier, la situación en Múnich aún no estaba completamente esclarecida, informó la agencia RIA Novosti.
El presidente de Alemania, Joachim Gauck, condenó el tiroteo en la capital bávara. La canciller alemana, Ángela Merkel, no emitió declaración el día del ataque sobre el tiroteo en Múnich, a pesar de que la policía lo haya descrito como un ataque terrorista.
En la mañana del día 23, el gobierno de Baviera reunió en Múnich y el consejo de seguridad federal, presidido por la canciller, Angela Merkel, se reunió en Berlín a las 12:30.

### Organismos internacionales
- Organización del Tratado del Atlántico Norte — El secretario general, Jens Stoltenberg, dijo estar con las personas afectadas en este tiroteo.[1]
- Unión Europea — Donald Tusk, presidente del consejo europeo, afirmó que toda Europa está con Múnich.[1]

### Estados soberanos
- Austria — Se intensificó la seguridad en la frontera con Alemania.[1]
- Bélgica — El primer ministro belga, Charles Michel, calificó de «cobarde y despreciable» el ataque al centro comercial de Múnich.[1]
- Canadá — El primer ministro canadiense aseguró estar investigando los hechos para ver si hay algún nacional herido en el ataque.[1]
- Chile — El gobierno de Chile, a través de un comunicado de la Cancillería, condenó firmemente el atentado perpetrado en Múnich, extendiendo sus condolencias y su solidaridad al pueblo alemán, sus autoridades y las familias de las víctimas.[25]  La presidenta Michelle Bachelet, a través de su cuenta oficial en Twitter, también condenó el ataque.[26]
- Dinamarca — El primer ministro Lars Løkke Rasmussen dijo estar «entristecido» por un ataque contra personas inocentes.[1]
- España — El presidente del Gobierno Mariano Rajoy dijo estar siguiendo los acontecimientos y estar preocupado.[27] El líder del PSOE, Pedro Sánchez, dijo estar siguiendo los hechos con detenimiento y estar conmocionado y triste por la situación.[28]
- Estados Unidos — El presidente Barack Obama ofreció el apoyo de Estados Unidos a las autoridades alemanas para la investigación de los sucesos y condenó el ataque.[1]
- Francia — A raíz de los hechos, el presidente François Hollande, ha expresado su apoyo a la canciller de Alemania, Angela Merkel.[1] Al día siguiente Hollande catalogó el tiroteo como un "ataque terrorista repugnante" y prometió la cooperación del Gobierno de su país.[29]
- México — El presidente Enrique Peña Nieto lamentó los hechos de violencia en Múnich y expresó que México se une al dolor del pueblo alemán.[30]
- Paraguay — El presidente Horacio Cartes expresó su profundo pesar por los sucesos de Múnich y su solidaridad con el pueblo alemán.[31]
- Perú — La ministra de relaciones exteriores Ana María expreso su solidaridad y condolencias a la nación de Alemania y reafirmó su total rechazo al terrorismo en todas sus formas.[32]
- República Checa — El país reforzó los controles en su frontera con Alemania.[1]
- Turquía — El Gobierno turco condenó los ataques.[1]